# Ciano-Klasse
Die Ciano-Klasse war eine geplante Klasse von zwei Leichten Kreuzern der Königlich Italienischen Marine, die bedingt durch den Ausbruch des Zweiten Weltkrieges nicht gebaut wurden.

## Geschichte

### Entwicklungsgeschichte

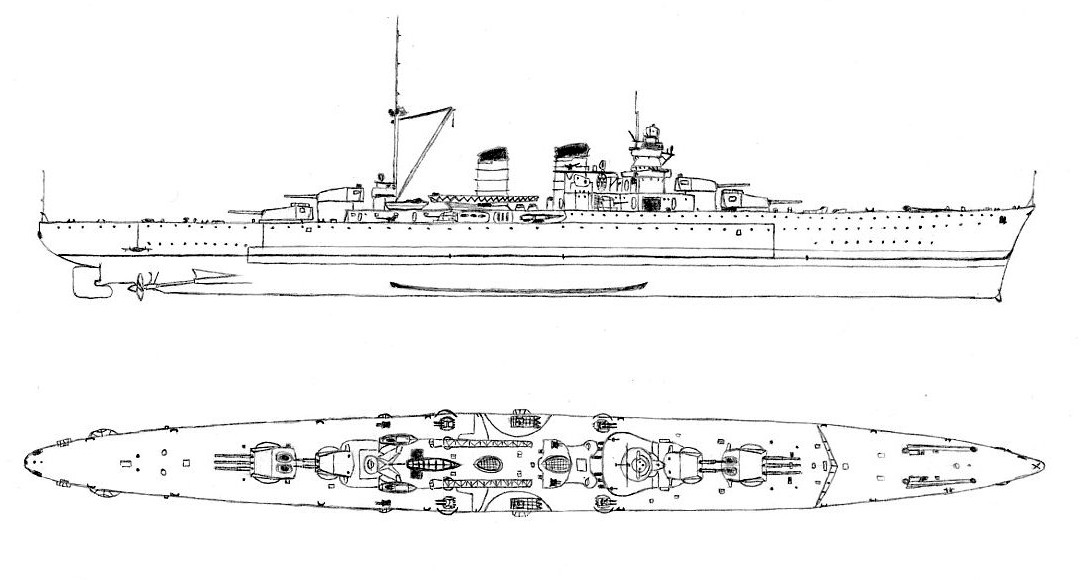
Zeichnung der Duca-degli-Abruzzi-Klasse, von der die Ciano-Klasse eine Weiterentwicklung darstellt.

Nach Indienststellung der Duca-degli-Abruzzi-Klasse plante die italienische Marine zwei weitere Kreuzer des Condottieri-Typs. Diese sollten auf dem Entwurf der vorherigen Klasse basieren, aber während die aus zehn Geschützen bestehende Hauptartillerie gleich bleiben sollte, war für die Mittelartillerie beziehungsweise schwere Flugabwehr anstatt von 10-cm-Geschützen die Verwendung der neuen 9-cm-Geschütze vorgesehen, wie sie bereits bei den Schlachtschiffen der Littorio-Klasse verwendet wurden. Ebenfalls in Erwägung gezogen wurde die Verwendung eines in Entwicklung befindlichen 6,5-cm-Geschützes mit Kaliberlänge 64, aber durch Entwicklungsprobleme war ersichtlich, dass mit einer baldige Einsatzreife nicht zu rechnen war. Die leichte Flugabwehrbewaffnung wurde aber durch Umstellung von 13,2-mm-Maschinengewehren auf 2-cm-Maschinenkanonen gestärkt.
Im Vergleich zur Duca-degli-Abruzzi-Klasse hätte sich die Stärke des Panzerdecks bzw. Turmpanzerung um 5 Millimeter erhöht und die Länge des Rumpfes um 1,91 Meter. Dies bedeutete eine Vergrößerung des Standardverdrängung um 175 ts und damit der Antriebsanlage um 15.000 PS um eine Geschwindigkeit von 33 Knoten halten zu können.

### Bau
Im Bauprogramm für das Jahr 1939 wurde Mittel für zwei Einheiten mit dem Namen Ammiraglio Constanzo Ciano und Venezia, ursprünglich Luigi Rizzo, geplant. Aber durch Ausbruch des Zweiten Weltkrieges im September 1939, an welchem Italien noch nicht beteiligt aber mit Deutschland verbündet und damit ein baldiger Kriegseintritt ersichtlich, wurden von der italienischen Marine andere Prioritäten gesetzt wie der Bau von Torpedobooten und Zerstörern. Daher wurden, Bauaufträge waren noch nicht erteilt, alle Arbeiten an der Klasse 1940 eingestellt.

## Technische Beschreibung

### Rumpf
Der Rumpf eines Kreuzers der Ciano-Klasse, unterteilt in wasserdichte Abteilungen, hätte eine Länge über alles von 188,98 Meter, eine maximale Breite von 19 Meter und bei einer Einsatzverdrängung von 11.999 Tonnen einen Tiefgang von 6,6 Metern besessen.

#### Panzerung
Der Panzerschutz hätte sich aus einem 100 mm starken Gürtelpanzer sowie einem 45 mm starken Panzerdeck zusammengesetzt. Der Gefechtsstand, also die kleine Befehlszentrale im Brückenaufbau, von der im Notfall die wichtigsten Schiffssysteme gesteuert werden konnten, hätte einen Schutz von 140 mm und die Türme der Hauptartillerie ebenfalls 140 mm Stahl erhalten.

### Antrieb
Der Antrieb sollte aus sechs ölbefeuerten Dampferzeuger und zwei Getriebeturbinensätze bestehen, mit denen eine Gesamtleistung von 115.000 PS (84.582 kW) erreicht werden könnte. Diese hätten ihre Leistung an zwei Wellen mit je einer Schraube abgegeben. Die Höchstgeschwindigkeit hätte 33 Knoten (61 km/h) betragen.

### Bewaffnung

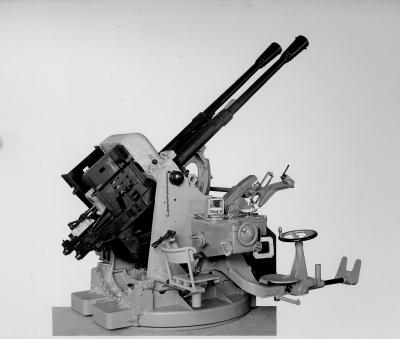
3,7 cm L/54 Breda Modell 38 in Doppellafette

#### Artillerie
Die Artilleriebewaffnung bestand aus zehn 15,2-cm-Geschützen mit Kaliberlänge 55 Modell 1934 von Ansaldo in zwei Zwillings- und zwei Drillingstürmen vorgesehen. Diese Geschütze waren in Schiffssmittellinie, je ein Paar bzw. auf dem Brückenaufbau und hinter bzw. auf dem achteren Deckshaus aufgestellt werden.

#### Flugabwehr
Zur Flugabwehr waren acht 9-cm-Geschütze in Kaliberlänge 50 in dreiachsig stabilisierten Einzellafetten geplant. Dieses 1940 eingeführte Flugabwehrgeschütz (Ansaldo Modell 1939 oder OTO Modell 1939) erreichte eine effektive Kadenz von 12 Schuss pro Minute und konnte eine zehn Kilogramm schwere Granate bis zu 13 Kilometer, bei 45° Rohrerhöhung, weit feuern. Die manuell gesteuerte 19,07 Tonnen schwere Lafette hatte einen Höhenrichtbereich von −3° bis +75° und einen Seitenrichtbereich von −120° bis +120°. Des Weiteren waren acht 3,7-cm und zwölf 2-cm-Maschinenkanonen beide von Breda jeweils in Doppellafetten vorgesehen.

#### Torpedos
Die Torpedobewaffnung sollte aus zwei, schwenkbaren, Dreifachtorpedorohrsätzen im Kaliber 53,3 cm bestehen, welche Torpedos des Typs Si 270/533.4 x 7.2 "M" verschossen.

### Bordflugzeug
Zum Zwecke der Aufklärung waren für die Klasse vier Bordflugzeug, wahrscheinlich des Typs IMAM Ro.43, geplant. Diese wären über zwei schwenkbare Flugzeugkatapulte gestartet worden. Bei ihrer Rückkehr landete die jeweilige Maschine auf dem Wasser und wäre von einem am achteren Mast befindlichen Derrickkran zurück auf das Schiff bzw. Katapult gehoben worden.